# 聖盧克 (倫敦)
聖盧克（St Luke's）是倫敦的一個地區名稱，位於中倫敦的伊斯灵顿区。聖盧克緊鄰倫敦市，得名於舊街聖盧克教堂。倫敦地鐵北線、英國全國鐵路北城市線行經這一地區。

## 外部連結
- St Luke's Parochial Trust homepage
- 的存檔，存档日期4 June 2011. Islington Museum and Local History Centre （页面存档备份，存于）